# Riva del Po
Riva del Po è un comune italiano sparso di 7 427 abitanti della provincia di Ferrara in Emilia-Romagna. È stato istituito il 1º gennaio 2019 dalla fusione dei comuni di Berra (sede comunale) e Ro.

## Storia
La proposta di creazione del nuovo comune è stata sottoposta a un referendum consultivo il 7 ottobre 2018 ed approvata dai cittadini con circa il 52% di voti favorevoli.

### Simboli

Gonfalone comunale

Nel 2021, lo stemma del nuovo comune è stato oggetto di un sondaggio pubblico tra i cittadini per selezionare il bozzetto da presentare al Consiglio dei Ministri per il successivo rilascio del decreto presidenziale di concessione.
Il nuovo stemma è stato concesso con decreto del presidente della Repubblica del 19 luglio 2022.
Il gonfalone non ha ancora un decreto di concessione.
La fiaccola accesa, simbolo di Libertà, era già presente nello stemma di Berra; la ruota di mulino che si immerge nelle onde del fiume, rappresenta i mulini natanti che caratterizzarono per secoli l'attività molitoria sulle due sponde del Po. La stella a 8 punte indica le otto comunità che compongono il nuovo Comune.

## Monumenti e luoghi d'interesse

### Architetture religiose
- Chiesa dell'Assunzione della Beata Maria Vergine nella frazione di Ro.
- Chiesa di San Francesco d'Assisi nella frazione di Serravalle.
- Chiesa di San Giacomo Apostolo, nella frazione di Ro.
- Chiesa di Santa Margherita Vergine e Martire nella frazione di Cologna.
- Chiesa di San Martino Vescovo, nella frazione di Ruina.

## Evoluzione demografica
Abitanti censiti

## Amministrazione
| Periodo | Periodo     | Primo cittadino | Partito                                | Carica  | Note |
| ------- | ----------- | --------------- | -------------------------------------- | ------- | ---- |
| 2019    | 2024        | Andrea Zamboni  | Lista Civica "Insieme per Riva del Po" | Sindaco |      |
| 2024    | "in carica" | Daniela Simoni  | Lista Civica                           | Sindaco |      |